# 東近江市立能登川南小学校
東近江市立能登川南小学校（ひがしおうみしりつ のとがわみなみしょうがっこう）は、滋賀県東近江市猪子町にある小学校。

## 沿革
- 1874年 - 佐野と佐生を学区とし又新学校創立
- 1875年 - 林、山路、猪子を学区とし臨湖学校創立
- 1876年 - 臨湖学校が有序学校に吸収
- 1878年 - 有序学校から山路学区、林学区が分離し山路小学校創立
- 1886年 - 又新学校が簡易科佐野小学校、山路小学校が簡易科山路小学校に改称
- 1888年 - 簡易科佐野小学校が尋常科佐野小学校に改称
- 1890年 - 簡易科山路小学校が尋常科山路小学校に改称
- 1895年 - 尋常科能登川小学校から猪子学区を尋常科山路小学校に編入
- 1913年 - 尋常科佐野小学校と尋常科山路小学校が合併し五峯尋常小学校創立
- 1917年 - 五峯尋常高等小学校に改称
- 1941年 - 五峯国民学校に改称
- 1942年 - 能登川南国民学校に改称
- 1947年 - 能登川町立能登川南小学校に改称
- 2006年 - 東近江市立能登川南小学校に改称

## 交通アクセス
- JR西日本東海道本線能登川駅から徒歩5分

## 主な進学先
- 東近江市立能登川中学校

## 周辺施設
- 東近江市立能登川ひばり保育園
- 東近江市立能登川病院